# Сильвестр, Себастьян
Себастьян Сильвестр (нем. Sebastian Sylvester; род. 9 июля 1980, Грайфсвальд, Мекленбург-Передняя Померания) — немецкий боксёр-профессионал, выступавший в средней (Middleweight) весовой категории. Среди профессионалов чемпион мира по версии IBF (2009—2011), чемпион Европы по версии EBU (2007—2008) в среднем весе.

## Любительская карьера
Себастьян Сильвестр провёл длительную любительскую карьеру. Дважды становился чемпионом Германии среди юниоров. В 1998 и 1999 годах. Принимал участие на чемпионате мира 1998 года, но проиграл в отборочном туре украинцу, Сергею Костенко.

## Профессиональная карьера
Себастьян дебютировал на профессиональном ринге в мае 2002 года, и проиграл первый же свой поединок нокаутом в первом раунде, россиянину, дебютанту, Юрию Зайцеву, после этого пошла длинная серия победных боёв.
Затем Сильвестр выиграл три поединка и в пятом бою нокаутировал более опытного боксёра, непобеждённого немецкого боксёра, Мохаммеда Расули (10-0).
25 октября 2003 года Сильвестр победил по очкам боксёра из Армении, Романа Арамяна, и завоевал титул чемпиона Германии в среднем весе.
17 июля 2004 года Себастьян встретился с непобеждённым соотечественником, Дироком Дземски (22-0). Себастьян нокаутировал Дирка в 7-м раунде.
В декабре 2004 года Сильвестр нокаутировал во втором раунде француза, Роберта Роселию (23-2-1).

### Бои за титул чемпиона Европы
16 июля 2005 года Сильвестр победил Морраде Хаккара и стал чемпионом Европы в средней весовой категории по версии EBU.
В июне 2006 года в третьей защите титула чемпиона Европы, потерпел второе поражение, проиграл нокаутом непобеждённому финскому боксёру, Амину Асикайнену (17-0).
После поражения провёл четыре победных поединка. и снова встретился с Асикайненом (21-0). Сильвестр успел взять реванш, и нокаутировал финна в 11-м раунде, и снова завоевал титул чемпиона Европы EBU.
12 апреля 2008 года в третьей защите титула нокаутировал в 12-м раунде испанца, Хавьера Кастильехо (62-7). В этом поединке разыгрывался статус обязательного претендента по версии WBA.
1 ноября 2008 года вышел на поединок с чемпионом мира по версии WBA, Феликсом Штурмом. Штурм победил по очкам и нанёс третье поражение в карьере Сильвестра.

### Завоевание чемпионского титула
19 сентября 2009 года в бою за вакантный титул чемпиона мира по версии IBF, Себастьян Сильвестр победил раздельным судейским решением доминиканца, Джованни Лоренцо (27-1).
5 июня 2010 года свёл вничью защиту титула с россиянином, Романом Кармазиным.
7 мая 2011 года Сильвестр проиграл титул спорным решением судей, австралийцу, Дэниэлю Гилу.
7 октября 2011 года в бою за вакантный титул чемпиона Европы EBU, встретился с непобеждённым польским боксёром, Гжегожем Проксой (25-0). Поляк очень превзошёл Сильвестра, и после третьего раунда немец отказался от продолжения поединка, и завершил спортивную карьеру.